# Чарахкая
Чарахкая (азерб. Çıraqqaya, Çaraqqaya) — горная вершина в Азербайджане, расположенная в юго-восточночной части Бокового хребта. Расположена в Шабранском районе. Высота горы — 1232 м.
Здесь расположен исторический памятник (крепость Чирах-кала) и бальнеологический курорт (Калаалты).

## Описание
Чарахкая в основном сложена из известняка мелового периода. Гора покрыта лесами.